# Gordon Hoffmann

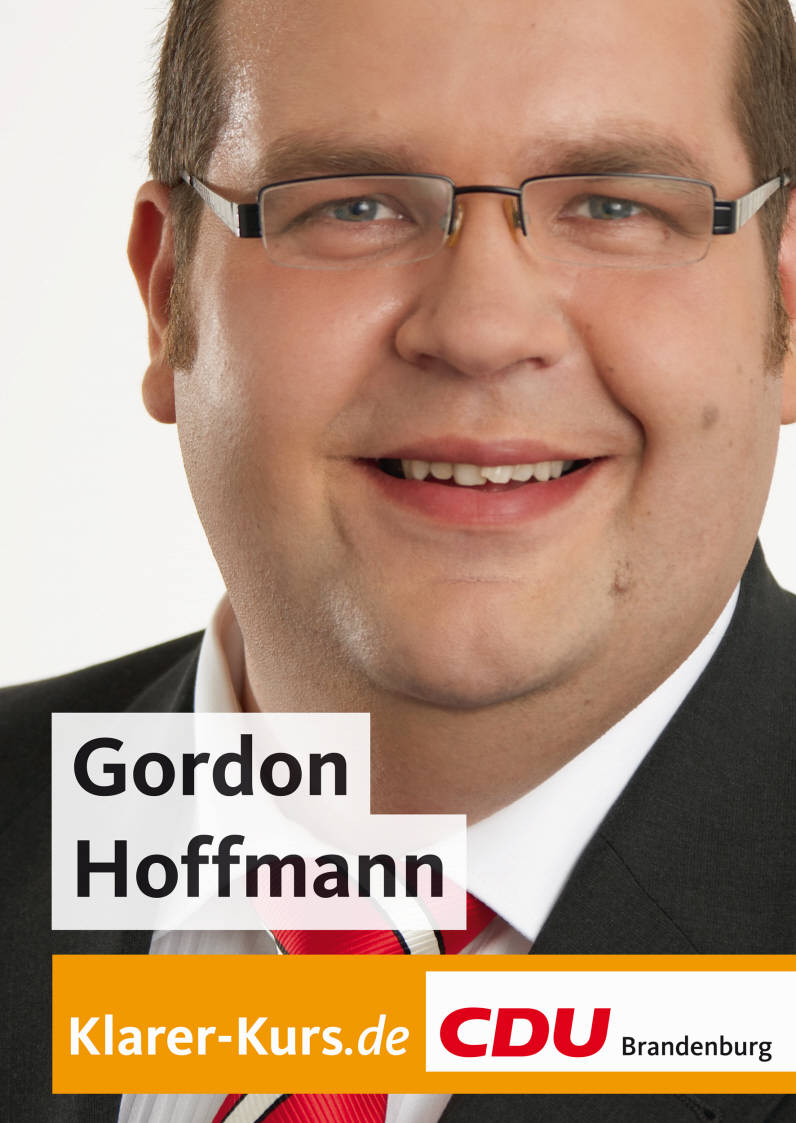
Wahlplakat von Gordon Hoffman (2009)

Gordon Hoffmann (* 31. Dezember 1978 in Perleberg, Bezirk Schwerin, DDR) ist ein deutscher Politiker (CDU). Er ist seit 2009 Abgeordneter im Landtag Brandenburg und seit 2019 Generalsekretär der CDU Brandenburg.

## Ausbildung und Beruf
Gordon Hoffmann besuchte die Polytechnische Oberschule bis zur 7. Klasse und wechselte 1992 zur Gesamtschule II in Wittenberge. Anschließend absolvierte er eine Ausbildung zum Zentralheizungs- und Lüftungsbauer. Von 1999 bis 2001 durchlief er den Wehrdienst beim ABC-Abwehr-Bataillon in Höxter.
Von November 1999 bis Mai 2000 nahm er am humanitären Einsatz der Bundeswehr im Kosovo teil. Nach Beendigung des Wehrdienstes besuchte er die Kreisvolkshochschule Prignitz. Danach begann er ein Fachschulstudium im Bereich Sozialpädagogik, das er 2005 abschloss. Anschließend nahm er ein Studium der Sozialen Arbeit an der Fachhochschule Potsdam auf.
Gordon Hoffmann ist ledig und wohnt in Wittenberge, Landkreis Prignitz.

## Politische Tätigkeit
In der Kommunalpolitik des Landkreises Prignitz engagiert sich Gordon Hoffmann seit 2004. Von 2005 bis 2008 war er Vorsitzender des Kreisverbandes der Jungen Union Prignitz. Ab 2006 war er Mitglied des Landesvorstandes der Jungen Union Brandenburg. Im Jahr 2005 wurde Gordon Hoffmann als Beisitzer in den Kreisvorstand der CDU Prignitz gewählt. Von 2007 bis 2009 war er stellvertretender Kreisvorsitzender und seit Januar 2007 ist er Mitglied des Landesvorstandes der CDU Brandenburg.
Im November 2009 wurde Gordon Hoffmann auf der Kreismitgliederversammlung der CDU-Prignitz mit 91,4 Prozent zum Vorsitzenden gewählt. Bei seiner Wiederwahl im November 2011 erzielte Hoffmann mit 80,32 % ein schlechteres Ergebnis. Im September 2013 wurde Gordon Hoffmann mit einem Ergebnis von 100 % zum zweiten Mal als Kreisvorsitzender der CDU Prignitz wieder gewählt.
Beim 30. Landesparteitag in Schönefeld wurde Gordon Hoffmann zum stellvertretenden Vorsitzenden der CDU Brandenburg gewählt. Mit 85 % Ja-Stimmen erhielt Hoffmann das beste Ergebnis der vier Stellvertreter. Zwei Jahre später wurde er mit 94 % als stellvertretender Landesvorsitzender wieder gewählt.
Am 27. April 2018 entschied der Landesvorstand der CDU Brandenburg Gordon Hoffmann mit der Leitung der Wahlkampfzentrale zu betrauen, um sich so schlagkräftiger für die 2019 stattfindenden Europa- und Kommunalwahlen im Mai und die Landtagswahlen im September aufzustellen.
Beim 35. Landesparteitag der CDU Brandenburg am 16. November 2019 wurde Hoffmann zum Generalsekretär gewählt.

## Abgeordneter
Bei den Kommunalwahlen im Jahr 2008 und 2014 wurde er in die Stadtverordnetenversammlung Wittenberge gewählt.  Seit 2009 ist er Mitglied des Landtags von Brandenburg. Hoffmann kandidierte im Landtagswahlkreis Prignitz I und zog über die Landesliste der CDU Brandenburg in das Parlament ein.  Bei den Landtagswahlen 2014, 2019 und 2024 wurde Hoffmann jeweils erneut über die Landesliste der CDU Brandenburg in den Landtag gewählt. Dort ist er seit 2009 Sprecher für Bildungspolitik in der CDU-Fraktion und Mitglied des Ausschusses für Bildung, Jugend und Sport. Seit April 2018 ist Hoffmann außerdem ordentliches Mitglied im Ausschuss für Europaangelegenheiten, Entwicklungspolitik und Verbraucherschutz.

## Gesellschaftliches Engagement
Gordon Hoffmann ist Mitglied im Opferverband „Weisser Ring“.